# لیبرتاد-۱
Libertad-۱ یک تاسواره ساخته شده توسط دانشگاه Sergio Arboleda کلمبیا است که از پایگاه فضایی بایکانر قزاقستان در ۱۷ آوریل ۲۰۰۷ به فضا پرتاب شد. این ماهواره با طول عمر ۵۰ روز اولین ماهواره کلمبیا به‌شمار می‌رود.